# 鈴木三郎 (哲学者)
鈴木 三郎（すずき さぶろう、1912年7月28日 - 1997年9月23日）は、日本の哲学者。横浜市立大学名誉教授。

## 略歴
広島県出身。1936年東京帝国大学文学部哲学科卒。1961年「ヤスパースにおける実存倫理学の研究」で東京大学より文学博士の学位を取得。横浜大学助教授、校名変更で横浜市立大学教授を務め、1978年定年退官、名誉教授。
1950年12月、草薙正夫・武藤光朗・金子武蔵らとヤスパース協会創立のための準備会を開き、翌年2月23日（2月23日はヤスパースの誕生日）発足、理事長を務めた。

## 著書
- 『ヤスパースの実存哲学』報文社 1947
- 『実存』哲学新書・雄山閣 1948
- 『実存の倫理』理想社 1951
- 『ヤスパース研究 実存の現象学』創元社 1953
- 『現代哲学の展望』学芸書房 1957

### 共編
- 『現代哲学の流れ』鬼頭英一共編著、小峯書店 1965

### 翻訳
- ヤスパース『実存哲学』三笠書房〈現代思想新書 4〉1940
- ヤスパース『実存的人間』鈴木三郎編、樺俊雄ほか共訳  新潮社〈一時間文庫 41〉1955
- ヤスパース『実存哲学』理想社〈ヤスパース選集 第1〉1961、改訂版1972
- ヤスパース『哲学 第3 形而上学』創文社 1969、新版1982